# Konstruktionsbüro Luch
Das Konstruktionsbüro Luch (ukrainisch Державне Київське конструкторське бюро «Луч», wiss. Transliteration Deržavne Kiїvs'ke konstruktors'ke bjuro «Luč») ist ein staatliches ukrainisches Rüstungsunternehmen, das Lenkflugkörper und Raketensysteme entwickelt und produziert. Es hat seinen Sitz in der Stadt Kiew und gehört zur staatlichen Ukroboronprom-Gruppe.
Das Unternehmen firmiert weltweit als Luch Design Bureau oder Luch, was sich aus dem russischen Логически управляемая часть (deutsche Transkription: Logitscheski Uprawljajemaja Tschast) ableitet. Übersetzt bedeutet es in etwa „logisch gesteuerter Teil“. Die Abkürzung geht auf die Verwendung der jeweiligen Anfangsbuchstaben ЛУЧ zurück und wird im Englischen als „Luch“ bzw. im Deutschen korrekterweise als „Lutsch“ transkribiert. 

## Geschichte
Das staatliche Unternehmen Luch wurde 1965 in der Sowjetunion als Hauptentwickler von automatisierten Kontroll- und Fehlerdiagnosesystemen für Luft-Luft-Raketen und Steuerungsaktoren und -motoren für Lenkflugkörper gegründet. Des Weiteren wurden in geringerem Umfang Medizintechnik-Produkte und Konsumgüter produziert.
Nach dem erfolgreichen Referendum über die Unabhängigkeit der Ukraine wurde das Unternehmen dem Verteidigungsministerium der Ukraine unterstellt. Daraufhin wurde Luch in die Liste der ukrainischen Unternehmen aufgenommen, die nicht privatisiert werden dürfen. In den Folgejahren war das Konstruktionsbüro an der Modernisierung diverser Waffensysteme aus der Sowjetzeit beteiligt. In den 2010er-Jahren wurde Luch zu einem der wichtigsten Exporteure der ukrainischen Rüstungsindustrie.
Nach einer Reihe erfolgreicher Vertragsabschlüsse in Osteuropa und im Nahen Osten erweitert das Unternehmen die Absatzmärkte in den Süd- bzw. Südostasiatischen Raum, darunter die Länder Indonesien, Pakistan und Bangladesch. Im Jahr 2020 erwirtschaftete Luch Gesamteinnahmen von 174,2 Mio. Hrywnja, damals 6,62 Mio. US-Dollar.
Am 27. Februar 2022 zerstörten russische Iskander-Raketen, die von Belarus aus gestartet wurden, Lagerhallen bei Schytomyr, in denen Raketen von Luch eingelagert waren. Zuvor konnten aber viele Panzerabwehrraketen, die eigentlich für ausländische Kunden bestimmt waren, den ukrainischen Streitkräften übergeben werden.

## Produkte
→Quelle
- Seezielflugkörper Neptun
- Flugabwehrraketensystem Dnipro

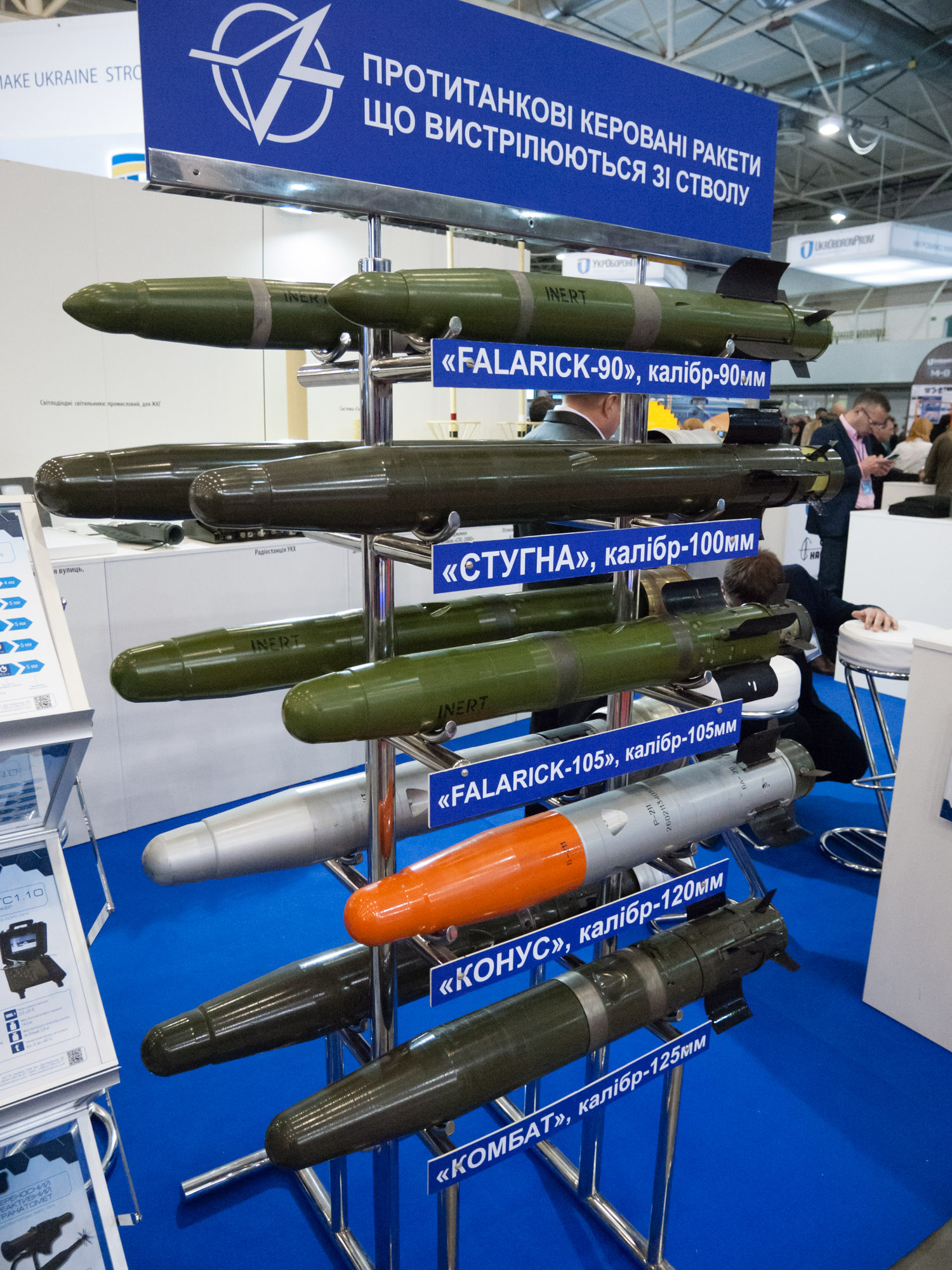
Rohrraketen von Luch

- Panzerabwehrlenkwaffen: Skif / Stugna-P und RK-3 Korsar
- Rohrraketen: Falarick, Stugna, Konus, Kombat,
- Mehrfachraketenwerfersystem Wilcha
- Drohne Sokil-300 (Prototyp war für Ende 2022 angekündigt)[8]